# Maria Stepanova
Maria Stepanova (23 de fevereiro de 1979) é uma basquetebolista profissional russa.

## Carreira
Maria Stepanova integrou a Seleção Russa de Basquetebol Feminino, em Pequim 2008, que conquistou a medalha de bronze.